# مارتا مکسلی
مارتا مکسَلی (انگلیسی: Martha McSally؛ زادهٔ ۲۲ مارس ۱۹۶۶) کهنه‌سرباز رزمی نیروی هوایی ایالات متحده آمریکا و سیاستمدار آمریکایی است که هم‌اکنون به عنوان سناتور جونیور مجلس سنای ایالات متحده آمریکا از آریزونا مشغول به کار است. او که عضو حزب جمهوری‌خواه است، پیشتر نمایندگی مجلس نمایندگان ایالات متحده آمریکا را از حوزه انتخابیه دوم آریزونا بر عهده داشته‌است.
مکسلی از ۱۹۸۸ تا ۲۰۱۰ در نیروی هوایی ایالات متحده آمریکا (USAF) کار می‌کرد و به درجه سرهنگ رسید. او که یکی از بالا رتبه‌ترین خلبانان زن در تاریخ نیروی هوایی است، نخستین زن آمریکایی است که در پی لغو ممنوعیت خلبانان رزمی زن، در رزم پرواز کرده‌است. مکسلی هواپیمای پشتیبانی نزدیک هوایی فیرچایلد ریپابلیک ای-۱۰ تاندربولت ۲ را در جریان عملیات دیده‌بان جنوب بر فراز عراق و کویت به پرواز درآورد. او همچنین اولین فرمانده زن یک اسکادران جنگنده نیروی هوایی آمریکا مستقر در پایگاه نیروی هوایی دیویس–مونتهن است. او در سال ۲۰۰۳ از وزارت دفاع ایالات متحده آمریکا شکایت کرد و از خط مشی نظامی که زنان نظامی آمریکایی و انگلیسی مستقر در عربستان سعودی را مجبور به پوشیدن چادر عربی هنگام تردد در خارج از پایگاه می‌کرد را به چالش کشید.
مکسلی نامزد حزب جمهوریخواه در انتخابات ۲۰۱۸ سنا از آریزونا بود که ۵۰–۴۷ نتیجه را به نماینده دمکرات کیرستن سینما واگذار کرد. در پی انتخابات، جان کایل سناتور موقت از منصب خود کناره‌گیری کرد و فرماندار داگ دوسی مکسلی را به دیگر کرسی سنای آریزونا منصوب کرد.